# Fairview, Alabama
Fairview là một thị trấn thuộc quận Cullman, tiểu bang Alabama, Hoa Kỳ. Dân số năm 2009 là 615 người, mật độ đạt 88 người/km².